# Paolo Ciampi
Paolo Ciampi (Firenze, 13 settembre 1963) è un giornalista e scrittore italiano.

## Biografia
Giornalista che negli anni ha lavorato per diverse testate agli inizi degli anni Duemila ha iniziato a pubblicare libri, diversi dei quali hanno ottenuto riconoscimenti nazionali e adattamenti teatrali. È l’autore della prima storia completa dei quotidiani fiorentini e delle biografie dedicate a Odoardo Beccari, Enrica Calabresi, Jessie White Mario, Beatrice di Pian degli Ontani, Filippo Pananti, Leonardo Fibonacci, George Perkins Marsh.
Con Gli occhi di Salgari ha vinto nel 2004 il premio Castiglioncello, sezione biografia, intitolata a Giovanni Spadolini.
Ha raccontato viaggi a piedi e in bicicletta, con particolare riferimento a Olanda, Polonia, Gran Bretagna e alcuni cammini, quali la Via degli Dei e le Foreste Casentinesi.
Da Un nome è stato tratto lo spettacolo teatrale Un nome nel vento, prodotto dal Teatrino di Fondi in collaborazione con Versiliadanza, e il docufilm Una donna. Poco più di un nome, con la regia di Ornella Grassi. Una gavetta in fondo al mare è diventato uno spettacolo dell’attore Andrea Giuntini ed è stato tradotto in Grecia.
Per due volte, nel 2019 e nel 2021, è stato candidato, senza mai vincerlo, al Premio Strega con i libri L'ambasciatore delle foreste e Il maragià di Firenze, entrambi pubblicati dalla casa editrice Arkadia.

## Premi e riconoscimenti
- Premio "Castiglioncello" per Gli occhi di Salgari
- Premio "Villa Morosini" e finalista Alessandro Tassoni per Un nome
- Premio della critica "Terre di Liguria" per Una famiglia
- Premio "Calliope", premio "Livio Paoli", premio "Il Litorale", secondo premio "Il Maestrale", finalista Parco Majella, per Beatrice
- Premio selezione "Scrittore toscano dell’anno", assieme a Tito Barbini, per Caduti dal muro
- Premio “Li omini boni devono sapere” di Vinci per L'uomo che ci regalò i numeri
- Finalista premio "Sergio Maldini" 2018 per Tre uomini a piedi
- Premio degli studenti "Albatros Città di Palestrina" per Per le Foreste Sacre
- Finalista premio "Raffaele Crovi", premio speciale della giuria "Il Litorale", premio speciale della giuria "Casentino" per L’ambasciatore delle foreste
- Premio "Sergio Maldini" 2020 per Cosa ne sai della Polonia
- Finalista Premio Chianti 2021 per Il maragià di Firenze

## Opere
- Firenze e i suoi giornali, Firenze, Polistampa, 2002, ISBN 88-8304-504-1
- Gli occhi di Salgari, Firenze, Polistampa, 2004, ISBN 88-8304-591-2
- Il poeta e i pirati. Le straordinarie avventure di Filippo Pananti, schiavo ad Algeri, Firenze, Polistampa, 2006, ISBN 88-8304-933-0
- Un nome, Firenze, Giuntina, 2006, ISBN 88-8057-265-2
- Paolo Ciampi e Tito Barbini, Caduti dal Muro, Firenze, Vallecchi, 2009, ISBN 978-88-8427-138-9
- Una famiglia, Firenze, Giuntina, 2010, ISBN 978-88-8057-354-8
- Una domenica come le altre, Firenze, Mauro Pagliai editore, 2010, ISBN 978-88-564-0093-9
- L’ultimo dei poeti, Firenze, Sarnus, 2010, ISBN 978-88-563-0043-7
- Beatrice. Il canto dell'Appennino che conquistò la capitale, Firenze, Sarnus, 2011, ISBN 978-88-563-0015-4
- Le nuvole del Baltico. In bicicletta con mio figlio cercando il Nord, Firenze, Mauro Pagliai editore, 2012, ISBN 978-88-564-0217-9
- La prima corsa del mondo. Campioni e velocipedi nella Firenze capitale, Firenze, Mauro Pagliai editore, 2012, ISBN 978-88-564-0253-7
- I due viaggiatori. Alla scoperta del mondo con Odoardo Beccari ed Emilio Salgari, Firenze, Mauro Pagliai editore, 2013, ISBN 978-88-564-0129-5
- Miss Uragano. La donna che fece l’Italia, Firenze, Romano editore, 2013, ISBN 978-88-96376-25-6
- La gavetta in fondo al mare. Monologo per i morti dell’Oria, Firenze, Romano editore, 2013, ISBN 978-88-96376-89-8
- Paolo Ciampi e Massimo Orlandi, Semi di cambiamento, Pratovecchio, Edizioni di Romena, 2013, ISBN 978-88-89669-49-5
- Così rideva Firenze, Firenze, Romano editore, ISBN 978-88-96376-88-1
- Di diverso parere, Firenze, Romano editore, 2013, ISBN 978-88-96376-63-8
- Il babbo era un ladro. Storia fiorentina di amori e galere, Firenze, Romano editore, 2013, ISBN 978-88-96376-83-6
- Paolo Ciampi, Alessandro Agostinelli e Tito Barbini, Parole in viaggio. Piccola guida di scrittura per viaggiatori veri e immaginari, Firenze, Romano editore, 2014, ISBN 978-88-98629-08-4
- La strada delle legioni. L’Inghilterra coast to coast lungo le vie romane, Milano, Mursia, 2014, ISBN 978-88-425-5066-2
- Nel libro figlio tu vivrai, Firenze, Sarnus, 2014, ISBN 978-88-563-0118-2
- L’Olanda è un fiore. In bicicletta con Van Gogh, Portogruaro, Ediciclo, 2015, ISBN 978-88-6549-149-2
- L'uomo che ci regalò i numeri. La vita e i viaggi di Leonardo Fibonacci, Milano, Mursia, 2016, ISBN 978-88-425-4097-7
- Tre uomini a piedi, Portogruaro, Ediciclo, 2017, ISBN 978-88-6549-215-4
- Per le Foreste Sacre. Un buddista nei luoghi di San Romualdo e San Francesco, Roma, Edizioni dei Cammini 2017, ISBN 978-88-99240-21-9
- Paolo Ciampi e Tito Barbini, I sogni vogliono migrare, Firenze, Clichy, 2017, ISBN 978-88-6799-339-0
- Paolo Ciampi e Elisabetta Mari, L’aria ride. In cammino per i boschi di Sibilla e Dino, Firenze, Aska, 2017, ISBN 978-88-7542-293-6
- Paolo Ciampi, Marco Vichi e Paola Zannoner, La foresta del silenzio. In bicicletta nel Parco Nazionale delle Foreste Casentinesi, Portogruaro, Ediciclo, ISBN 978-88-6549-235-2
- Cosa ne sai della Polonia: in bicicletta nella terra degli addii e delle cicogne, Saluzzo, Fusta, 2018, ISBN 978-88-85802-09-4
- Il sogno delle mappe: piccole annotazioni sui viaggi di carta, Portogruaro, Ediciclo, 2018, ISBN 978-88-6549-239-0
- Jack Kerouac. The man on the road, Firenze, Clichy, 2018, ISBN 978-88-6799-493-9
- L’ambasciatore delle foreste, Cagliari, Arkadia, 2018, ISBN 978-88-6851-182-1
- Paolo Ciampi e Alberta Piroci, La valle dei racconti. In Casentino con Emma Perodi, Firenze, Aska, 2019, ISBN 978-88-7542-322-3
- Paolo Ciampi, Arnaldo Melloni e Massimiliano Scudeletti, Dove erano le isole, Firenze, Aska, 2019, ISBN 978-88-7542-326-1
- Gli occhi di Firenze, Udine, Bottega Errante, 2019, ISBN 978-88-99368-42-5
- In compagnia di Re Artù, Milano, Mursia, 2019, ISBN 978-88-425-6004-3
- Tra una birra e una storia, Siena, Betti, 2019.
- Le bottiglie di Odoardo, Siena, Betti, 2020.
- Il maragià di Firenze, Cagliari, Arkadia, 2020, ISBN 8868512750
- Anatomia del ritorno, Roma, Italo Svevo Edizioni, 2021, ISBN 9788899028626